# Gerd Larsen
Gerd Larsen (født 8. september 1942 i Aabenraa) er en tidligere dansk mellemdistanceløber, som løb for Haderslev IF og Aabenraa IG.
Gerd Larsen er opvokset i Sønderjylland og havde en tysk far og dansk mor. Han deltog i de olympiske lege første gang i 1968, som blev afholdt i Mexico City. Efter en karriere som løber i 1960'erne og 1970'erne, blev han skolelærer i Aabenraa på Rugkobbelskole.

## Personlige Rekorder
- 800 meter 1.47,5 (1971)
- 1000 meter 2.21,2 (1975)
- 1500 meter 3.39,4 (1972) – var dermed første dansker under 3.40,00 min.

## Karriere
- Olympiske lege i 1972 i München. Nr. 10 i semifinalen
- Tidligere dansk rekordholder på 1500 meter